# Pyrus pseudopashia
Pyrus pseudopashia är en rosväxtart som beskrevs av Tse Tsun Yu. Pyrus pseudopashia ingår i släktet päronsläktet, och familjen rosväxter. Inga underarter finns listade i Catalogue of Life.